# Stanka Kovačič
Stanka Kovačič roj. Gorišek, slovenska pevka narodnozabavne glasbe, * 9. januar 1941. 
Sodelovala je z zasedbo Ansambel Borisa Kovačiča. Pela je skladbe, ki so ponarodele, na primer: Prinesi mi rože, V dolini tihi je vasica mala, Srček dela tika taka, itd. 

## Diskografija
- Kadar greš na planine (7", EP) - Jugoton, 1964
- Moje srce (7", EP) - Jugoton, 1965
- Rekel mi je (7", EP) - Jugoton, 1965
- Kitara (7", Single) - Helidon, 1970
- Mati / Če sva se razšla (7", Single) - Helidon, 1970
- Mili dom (7", Single) - Helidon, 1971
- Žametno nebo / Let metuljev (7", Single) - Helidon, 1971
- Lenčka (7", EP)- PGP RTB
- Ob zvokih citer (7", EP) - Jugoton, 1964
- Sinko ne sprašuj (10", Album) - Jugoton, 1966
- Kadar pa mim' hiš'ce grem (LP, Album, Comp) / Sinko ne sprašuj, V D... - Jugoton, 1975